# In Through the Out Door
In Through the Out Door е осми студиен албум на британската рок група Led Zeppelin и съдържа изцяло нов материал.

## Информация
Той е записан в период от три седмици през ноември и декември 1978 г. Последният студиен запис на Лед Зепелин е осъществен в Швеция, в звукозаписното студио на местната легендарна поп група ABBA. Албумът изобилства от синтезатори по настояване на Джон Пол Джоунс, за разлика от предния студиен запис на групата Presence, а в класациите на Англия и Америка достига до номер едно, както неговите предшественици.
Съчетани са различни стилове, като се прокрадват дори мотиви от станалите модерни по това време диско, пънк и ню уейв, умело вплетени в типичния стил на Цепелин. Поради тежките проблеми на Джими Пейдж с хероиновата му зависимост и засилващия се алкохолизъм на барабаниста Джон Бонъм, този албум е доминиран повече от Джоунс и Плант.
Въпреки успеха на албума, някъде по това време Лед Зепелин спират да правят концерти на големи стадиони, предпочитайки по-малките зали, поради изместването фокуса на масовата публика и критиците от тях за сметка на новопоявилите се пънк групи, които се радват на все по-голям успех. За да се приспособят към новото време, Цепелин започват да импровизират по-малко на сцена, а Пейдж вкарва повече дисторжън в китарните си партии.
Още първата песен в албума, In the evening подсказва за промените в групата. Плант, завърнал се на рок сцената, след загубата на сина си няколко години по-рано, е по-енергичен от всякога, вокалите му са силни и уверени. South Bound Suarez и Fool in the rain са вдъхновени от регето и латино музиката, а Hod Dog е трибют към Елвис Пресли, изпълнен в рокабили стил. Carouselambra е най-дългата песен в албума, с няколко клавишни сола на Джоунс, измествайки типичните китарни, изпълнявани от Пейдж в по-ранните албуми. All of my love също съдържа клавишно соло и е трибют към починалия син на Плант. Въпреки това, последната песен I'm gonna crawl е с преобладаващи китари, напомнящи за някогашната мощ на Пейдж.

## Състав
- Джон Бонъм – барабани и перкусии
- Джон Пол Джоунс – четири и осемструнна баскитара/синтезатор
- Джими Пейдж – акустична и електрическа китара
- Робърт Плант – вокали

### Страна едно
| №  | Име                | Време |
| -- | ------------------ | ----- |
| 1. | In the Evening     | 6:49  |
| 2. | South Bound Saurez | 4:12  |
| 3. | Fool in the Rain   | 6:12  |
| 4. | Hot Dog            | 3:17  |

### Страна две
| №  | Име             | Време |
| -- | --------------- | ----- |
| 1. | Carouselambra   | 10:32 |
| 2. | All My Love     | 5:51  |
| 3. | I'm Gonna Crawl | 5:30  |